# Cầu Garabit
Cầu cạn Garabit (Viaduc de Garabit trong tiếng Pháp) là một cầu vòm đường sắt bắc qua sông Truyère gần Ruynes-en-Margeride, Cantal, Pháp, trên dãy núi vùng Massif Central. Cây cầu này được xây trong thời gian từ 1880 đến 1884 theo thiết kế kiến trúc của Gustave Eiffel, và thiết kế kết cấu của Maurice Koechlin, và đã được khai trương năm 1885. Cây cầu này dài 565 mét và có vòm chính dài 165 m.